# Globus pallidus

Vue en 3D du globus pallidus (en rouge).

Le globus pallidus (du latin, « globe pâle ») ou pallidum désigne une structure sous-corticale du cerveau appartenant au système des ganglions de la base. Le globus pallidus forme la partie interne du noyau lenticulaire et participe avec le striatum et la substantia nigra à un circuit striato-pallido-nigral qui constitue le cœur du système des ganglions de la base du primate.

## Anatomie
Chez le primate, le globus pallidus (GP), est divisée par une fine lamelle de substance blanche en deux parties une externe (dite « segment externe », noté GPe) et l'autre interne (« segment interne », GPi).  Le segment interne est en contact avec la capsule interne.
Les populations neuronales de ces deux segments sont similaires. Leurs arborisations dendritiques sont de grande dimension mais presque plates, discoïdes. Elles sont parallèles les unes aux autres et par rapport au bord latéral du pallidum,[source insuffisante].
Sur le plan de l'évolution phylogénétique, le globus pallidus est la plus ancienne structure des ganglions de la base. La division entre GPe et GPi est spécifique au primate et n'existe pas chez les autres mammifères qui possèdent un globus pallidus unitaire. Chez les oiseaux, à la suite du Forum sur la nomenclature du cerveau aviaire, le noyau entopédunculaire a été renommé globus pallidus par homologie avec les autres vertébrés.
Le GP partage de nombreuses caractéristiques histologiques avec la substantia nigra (pars lateralis et pars reticulata) et, tout comme cette dernière, il reçoit de nombreux axones du striatum.

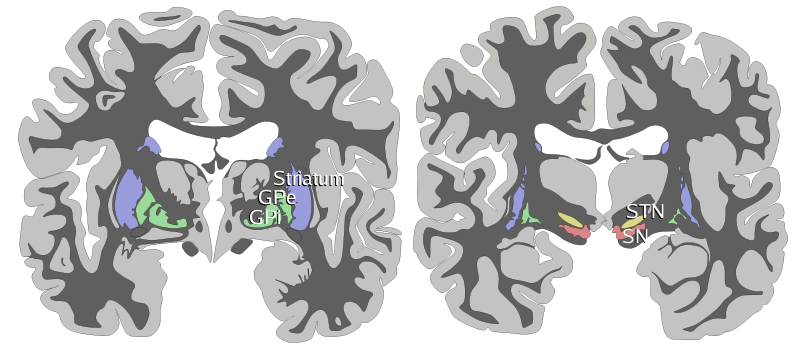
Schéma d'une coupe coronale du cerveau humain mettant en évidence les ganglions de la base dont le globus pallidus (externe, GPe et interne, GPi), le noyau sous-thalamique (STN), et la substantia nigra (SN).

### Connexions

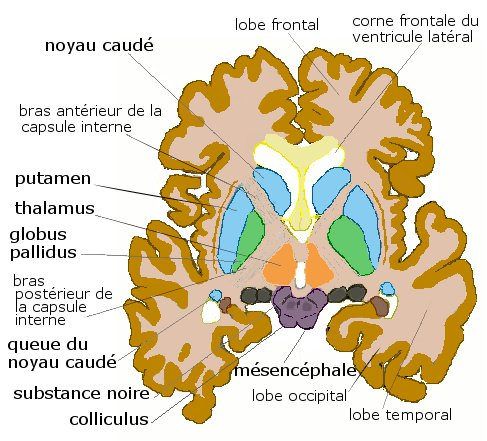
Striatum et pallidum, coupe horizontale du cerveau humain

Le GP reçoit des axones des neurones épineux du striatum. Ces afférences sont inhibitrices et surtout dirigées vers le GPe qui lui-même projette sur le GPi formant ce que DeLong a baptisé la voie indirecte de la motricité. 
Le GPe entretient aussi un grand nombre de connexions réciproques avec le noyau sous-thalamique. 
Le GPi constitue la principale voie de sortie du pallidum et plus globalement des ganglions de la base (avec la substantia nigra pars reticulata). Il exerce une action inhibitrice sur le thalamus et le tronc cérébral, via le système extra-pyramidal.

### Fonction
Le GP fait partie des circuits nerveux sous-corticaux impliqués notamment dans la motricité, et notamment sur le contrôle de la posture. Mais il participe aussi à des fonctions non motrices (cognition, émotions, etc.).